# Geranomyia aequabilis deplexa
Geranomyia aequabilis deplexa is een ondersoort van de tweevleugelige Geranomyia aequabilis uit de familie steltmuggen (Limoniidae). De soort komt voor in het Neotropisch gebied.